# Dámaso Gómez Fonseca
Dámaso Gómez Fonseca (Buenos Aires, 18 de diciembre de 1763 - Buenos Aires, 20 de agosto de 1829) fue un sacerdote católico rioplatense, que fue diputado a la Asamblea del Año XIII por la villa de Maldonado y su jurisdicción.

## Biografía
Hijo de un inmigrante portugués y una mujer de origen francés, realizó sus estudios en el Colegio de Monserrat de la ciudad de Córdoba en torno a 1780, aunque parece haber cursado estudios en el Colegio de San Carlos de su ciudad natal, donde fue ordenado subdiácono, antes de regresar a Córdoba, donde se doctoró en Teología en julio de 1785.
En 1792 fue nombrado cura párroco de Maldonado, cargo que ocupó durante alrededor de veinte años. Tuvo una actuación tortuosa durante la Revolución oriental: participó del cabildo abierto del 22 de mayo de 1810 en Buenos Aires, donde votó en favor de la postura de Cornelio Saavedra, contraria a la continuidad del virrey Baltasar Hidalgo de Cisneros. Más tarde fue considerado como partidario de Fernando VII durante algún tiempo. Luego pasó a las filas de los partidarios de José Artigas y posteriormente a las de los gobiernos de Buenos Aires; fue elegido diputado por Maldonado a la Asamblea del Año XIII, a la que se incorporó en abril de 1813, adhiriendo a la política de la Logia Lautaro. Fue vicepresidente de la Asamblea durante el mes de mayo de 1813, pero posteriormente perdió relevancia.
Tras la caída de Carlos María de Alvear en 1815 obtuvo el cargo de cura del pueblo de San Vicente. Entre diciembre de 1817 y junio de 1821 fue provisor del obispado de Buenos Aires, ante la falta completa de obispo, tras la muerte de Benito Lué y Riega en 1812. Fue uno de los fundadores de la Universidad de Buenos Aires. Dejó el cargo de provisor pocos meses antes del comienzo de la reforma eclesiástica de Rivadavia, para asumir el cargo de cura de la parroquia de la Concepción.
Falleció en Buenos Aires el 20 de agosto de 1829.